# В твоих глазах
«В твои́х глаза́х» (англ. In Your Eyes) — мистико-романтический фильм режиссёра Брина Хилла. В главных ролях Зои Казан и Майкл Шталь-Дэвид. Премьера фильма состоялась на Кинофестивале Трайбека 20 апреля 2014 года.
10 февраля 2015 года фильм вышел на DVD.

## Сюжет
Главные герои фильма — успешная замужняя девушка Ребекка и бывший вор и угонщик машин Дилан. Они оба имеют мощную связь между собой, и уже с детства чувствуют, видят и слышат друг друга на расстоянии. Они начинают оба понимать это и знакомятся. Они разговаривают, переживают эмоции друг друга и смотрят на жизнь собеседника, хоть никто этого и не видит. Подобная связь не может оставить равнодушным, поэтому Ребекка и Дилан начинают нравиться друг другу.

## В ролях
- Зои Казан — Ребекка[3]
- Майкл Шталь-Дэвид — Дилан[4]
- Никки Рид — Донна[5]
- Стив Харрис — офицер Гидденс
- Марк Фойерстин — Филлип Портер[6]
- Стив Хоуи — Бо Соамес[7]
- Дэвид Галлахер[англ.] — Лайл Соамерс
- Майк Йебба — Бут
- Рид Бирни — доктор Мейнард
- Джо Ангер — Уэйн
- Тамара Хикки — Дороти
- Дженнифер Грей — Диана[8]
- Кресс Уильямс — Джэйк

## Критика
На сайте Rotten Tomatoes фильм имеет рейтинг 61 % на основе 18 рецензий со средним баллом 6,1 из 10.